# Marguerite de Juliers
Marguerite de Juliers (c. 1350 - 10 octobre 1425) est la fille cadette du duc Gérard VI de Juliers et de Marguerite de Ravensberg (1315-1389).

## Famille
En 1369, elle épouse Adolphe III de la Marck. Elle a avec lui seize enfants dont au moins cinq n'ont pas survécu à la petite enfance :
- Mynta (av. c. 1369),
- Joanna (n. c. 1370), abbesse de Hörde,
- Adolphe (1373-1448) succède à son père à Clèves et plus tard également à La Marck,
- Dietrich (1374-1398), succède à son père à La Marck,
- Marguerite (1375-1411), mariée en 1394 à Albert Ier de Hainaut (mort en 1404),
- Gerhard (mort en 1461), comte de La Marck,
- Élisabeth (1378-1439), mariée à Reinold de Valkenbourg (mort en 1396) et à Étienne III de Bavière,
- Engelberta (morte en 1458), mariée à Frédéric IV de Moers (1376-1448),
- Catherine (c. 1395-1459).